# David Saul
Pour les articles homonymes, voir Saul.
David Saul, né le 27 novembre 1939 à Warwick et mort le 15 mai 2017 au Devonshire aux Bermudes, est un homme politique bermudien. Il est Premier ministre des Bermudes de 1995 à 1997.

## Biographie
Après une carrière dans le monde des affaires, David Saul est élu en 1989 sous les couleurs du Parti bermudien uni et devient rapidement ministre des Finances dans le gouvernement de John Swan. En 1995, ce dernier le choisit comme successeur à la tête du Parti bermudien uni et du gouvernement. 
Durant son mandat comme Premier ministre des Bermudes, son principal dossier est la négociation avec le gouvernement britannique de John Major pour l'obtention de la nationalité britannique pour les habitants des Bermudes. Cependant, durant son mandat, l'UBP se divise dans le soutien à l'ancien Premier ministre, John Swan, qui veut étendre la franchise des restaurants McDonald's dont il est propriétaire. Incapable de ramener l'unité du parti, Saul démissionne en 1997 et retourne à la gestion de ses entreprises. Il meurt le 15 mai 2017, à l'âge de 77 ans.